# S'annara Grove
Pour les articles homonymes, voir Grove.
S'annara Grove, née le 11 décembre 1993, est une coureuse cycliste sud-africaine, spécialisée dans le cyclisme sur route et sur piste.

## Biographie
En mai 2022, elle signe un contrat avec l'équipe continentale irlandaise Torelli et rejoint donc l'Europe pour courir en Belgique, France et Pologne pour sa première saison.
En 2022, elle remporte 2 titres de championne d'Afrique sur piste (keirin et poursuite par équipe), 3 médailles d'argent (course aux points, course à l'Américaine et omnium) et une de bronze (500m). Sur route, elle signe notamment une 10e place sur le Grand Prix d'Isbergues.
Elle commence sa saison 2024 par 2 nouveaux titres de championne d'Afrique sur piste (poursuite et course à l'Américaine) et 4 médailles d'argent (keirin, course aux points, course à l'élimination et omnium). Sur route, elle change d'équipe au profit des anglais de la formation Doltcini O'Shea. Elle effectue sa saison en Europe de mars à fin septembre. Elle est sélectionnée, avec Tiffany Keep, Taneal Otto et Ashleigh Moolman-Pasio pour représenter l'Afrique du Sud lors de la course en ligne des championnats du monde de Zurich,. Elle ne finit cependant pas la course.
De retour en Afrique du Sud, elle gagne en fin de saison la Ride Joburg.
Début 2025, elle remporte pour la première fois le titre national sur route, en s'imposant au sprint au sein d'un groupe de neuf coureuses.

## Palmarès sur route

### Par années
- 2023
  - 2e du championnat d'Afrique du Sud du contre-la-montre
- 2024
  - 3e du championnat d'Afrique du Sud sur route
- 2025
  -  Championne d'Afrique du Sud sur route

### Classements mondiaux
| Année                                 | 2024 |
| ------------------------------------- | ---- |
| Classement UCI                        | 413e |
|                                       |      |
| Légende : nc = non classéSource : UCI |      |

## Palmarès sur piste

### Championnats continentaux
- 2023
  -  Championne d'Afrique du keirin
  -  Championne d'Afrique de poursuite par équipe (avec Kerry Jonker, Charlissa Schultz et Danielle van Niekerk)
  -  2e des championnats d'Afrique de la course aux points
  -  2e des championnats d'Afrique de la course à l'Américaine (avec Ainsli de Beer)
  -  2e des championnats d'Afrique de l'omnium
  -  3e des championnats d'Afrique du 500 mètres
- 2024
  -  Championne d'Afrique de poursuite individuelle
  -  Championne d'Afrique de course à l'Américaine (avec Danielle van Niekerk)
  -  2e des championnats d'Afrique du keirin
  -  2e des championnats d'Afrique de la course aux points
  -  2e des championnats d'Afrique de la course à l'élimination
  -  2e des championnats d'Afrique de l'omnium